# おんが自動車学校
株式会社おんが自動車学校（おんがじどうしゃがっこう、愛称名Sun Sun school）は、福岡県遠賀郡遠賀町に本社を置く自動車教習所を運営する企業。1978年（昭和53年）10月開設。

## 取得免許
- 普通自動車免許（一種・二種）
- 中型自動車免許（一種・二種）
- 大型自動車免許（一種・二種）
- 牽引自動車免許
- 大型特殊自動車免許
- 自動二輪車免許（普通・大型）
- フォークリフト技能講習

## 所在地
- 〒811-4303 福岡県遠賀郡遠賀町今古賀81-5

## その他
- 運行管理者講習を行う認定講習機関。
- 全日本トラック協会・各県トラック協会指定施設。
- 北九州近県で、大型・大型特殊・フォークリフト等の資格を一貫して一校で取得出来る、数少ない自動車教習所である。
- 遠賀川駅から徒歩で通うことが出来る。
- 通称「おんじ」。
- 託児所・食堂完備。
- 遠賀町コミュニティバスの運行を行っている。